# Ryan van de Pavert
Ryan van de Pavert (Amsterdam, 24 januari 2006) is een Nederlands voetballer die doorgaans speelt als verdediger. Hij staat onder contract bij Ajax, uitkomend voor Jong Ajax.

## Clubcarrière
Van de Pavert speelde bij AFC TABA, ASV Fortius, AFC en AVV Zeeburgia, waarna hij de jeugdopleiding van Ajax doorliep. Op 22 november 2024 maakte hij zijn debuut in het betaald voetbal voor Jong Ajax, tegen Telstar (3-0). Hij kwam in de 82e minuut in de ploeg voor Nassef Chourak. Vanaf februari 2025 maakt Van de Pavert officieel deel uit van de selectie van Jong Ajax, waarbij hij ook een contract kreeg aangeboden.

## Statistieken
| Seizoen | Club      | Competitie     | Competitie | Competitie | Beker | Beker | Overig | Overig | Totaal | Totaal |
| Seizoen | Club      | Competitie     | Wed.       | Dlp.       | Wed.  | Dlp.  | Dlp.   | Dlp.   | Wed.   | Dlp.   |
| ------- | --------- | -------------- | ---------- | ---------- | ----- | ----- | ------ | ------ | ------ | ------ |
| 2024/25 | Jong Ajax | Eerste divisie | 8          | 0          | 0     | 0     | 0      | 0      | 8      | 0      |
| Totaal  |           |                | 8          | 0          | 0     | 0     | 0      | 0      | 8      | 0      |

Bijgewerkt op 17 maart 2025.